# Shine On Brightly
Shine On Brightly — второй студийный альбом британской прогрессив рок-группы Procol Harum, выпущенный в сентябре 1968 года лейблами «Regal Zonophone» и «A&M Records». Содержание британского и американского издания идентично, за исключением того, что первые два композиции «Quite Rightly So» and «Shine on Brightly» представлены в различных версиях.

## Список композиций
Все песни написаны Гэри Брукером и Китом Ридом, кроме отмеченных.
| №  | Название                     | Автор(ы)           | Длительность |
| -- | ---------------------------- | ------------------ | ------------ |
| 1. | «Quite Rightly So»           | Брукер, Фишер, Рид | 3:40         |
| 2. | «Shine On Brightly»          |                    | 3:32         |
| 3. | «Skip Softly (My Moonbeams)» |                    | 3:47         |
| 4. | «Wish Me Well»               |                    | 3:18         |
| 5. | «Rambling On»                |                    | 4:31         |

| №  | Название | Автор(ы)            | Длительность |
| -- | --- | ------------------- | ------------ |
| 1. | «Magdalene (My Regal Zonophone)» |                     | 2:50         |
| 2. | «In Held 'Twas in I": - a) "Glimpses of Nirvana" - b) " 'Twas Teatime at the Circus" - c) "In the Autumn of My Madness" - d) "Look to Your Soul" - e) "Grand Finale"» | Брукер, Фишер, Рейд | 17:31        |

| №   | Название                                             | Автор(ы)           | Длительность |
| --- | ---------------------------------------------------- | ------------------ | ------------ |
| 1.  | «Quite Rightly So» (Mono Single Version)             | Брукер, Фишер, Рид | 3:42         |
| 2.  | «In the Wee Small Hours of Sixpence» (Mono)          |                    | 3:02         |
| 3.  | «Monsieur Armand» (Mono)                             |                    | 2:39         |
| 4.  | «Seem to Have the Blues (Most All the Time)»         |                    | 2:48         |
| 5.  | «McGreggor»                                          |                    | 2:47         |
| 6.  | «The Gospel According to...»                         |                    | 3:28         |
| 7.  | «Shine on Brightly» (Early Version)                  |                    | 3:23         |
| 8.  | «Magdalene (My Regal Zonophone)» (Early Version)     |                    | 2:25         |
| 9.  | «A Robe of Silk» (Backing Track)                     | Брукер             | 1:59         |
| 10. | «Monsieur Armand» (Backing Track)                    | Брукер             | 2:42         |
| 11. | «In the Wee Small Hours of Sixpence» (Backing Track) | Брукер             | 3:00         |

## Участники записи
- Мэтью Фишер — орган, вокал на «In The Autumn of My Madness», фортепиано на «Grand Finale»
- Дэвид Найтс — бас-гитара
- Барри Уилсон — ударные
- Робин Трауэр — гитара, вокал на «Wish Me Well»
- Гэри Брукер — вокал, фортепиано
- Кит Рид — автор текстов песен